# Seznam rakouských hraběcích rodů
Toto je seznam hraběcích rodů na územích Rakouského císařství a Rakouska-Uherska. 

## Seznam
Seznam zahrnuje existující i vyhaslé rody. Mediatizované hraběcí rody (říšská hrabata - Reichsgrafen) užívaly titulu Osvícenost (Erlaucht), zatímco jiné měly titul vysoce urozený (Hochgeboren). Rakouský hraběcí titul (Graf) byl druhý nejvyšší šlechtický titul v rámci rakouské šlechty a společně s knížaty (Furst) tvořili vyšší šlechtu (hoher Adel). Tento uzavřený okruh zvaný též 100 Familien (100 rodin), disponoval značnou mocí a majetky. Zároveň s tím měla tato skupina silný vliv u dvora, a hrál tak významnou roli v politice a diplomacii země.
Německá podoba titulu je Graf (hrabě) a Gräfin (hraběnka), v Maďarsku (Uhrách) pak gróf respektive grófnő (hraběnka rodem či s uděleným titul) nebo grófné (manželka hraběte).
Šlechta byla v Rakousku formálně zrušena zákonem o šlechtě v roce 1919.
| Předložka  | původní jméno                            | obvyklé jméno                                                        | poznámka |
| ---------- | ---------------------------------------- | -------------------------------------------------------------------- | --- |
| von        | Abensberg und Traun                      | Abensberg-Traunové                                                   | |
| von        | Althann (Althan)                         | Althannové                                                           | |
| von        | Andechs-Meranien                         | Andechs-Meranien                                                     | vymřeli v roce 1248 |
| von        | Attems                                   | Attemsové                                                            | |
|            | Bakowski/Bonkowski von Bakow und Zaborow | Bonkowští (Bakowští) z Bakova a Záborova                             | |
|            | Bartolotti von Partenfeld                | Bartolottiové z Partenfeldu\|                                        | |
|            | Barth von Barthenheim                    | Barthové (de Bart) z Barthenheimu                                    | užívali též předložku de a byli povýšeni z hrabat (asi 1802) na knížata (v roce 1917) císařem Karlem I.                              |
| von        | Berényi                                  | Berényiové                                                           | |
| von        | Blümegen                                 | Blümegenové                                                          | Rod vymřel v roce 1813 |
| von        | Breuner                                  | Breunerové                                                           | Breuner-Asparnové vymřeli v roce 1894                                                                                                |
|            | Brivio von Brokles                       | Briviové                                                             | |
| von        | Bucquoi von Longueval                    | Buquoyové (Bucquoi) z Longuevalu (de Longueval)\|                    | |
| von        | Buol-Schauenstein                        | Buol-Schauensteinové                                                 | |
| von        | Caprara                                  | Caprarové                                                            | |
| von        | Cavriani                                 | Cavrianiové                                                          | |
| von        | Chorinsky von Ledske                     | Chorinští z Ledské                                                   | |
|            | Chotek von Chotkova und Wognin           | Chotkové z Chotkova a Vojnína                                        | |
| von        | Cobenzl                                  | Cobenzlové                                                           | |
| von        | Coudenhove-Kalergi                       | Coudenhove-Kalergiové                                                | |
|            | Cseszneky de Milvány et Csesznek         | Csesznekyovci                                                        | |
|            | Czernin von und zu Chudenitz             | Černínové z Chudenic                                                 | |
|            | Drashkovich de Trakoshtyan               | Draškovićové                                                         | užívali též předložku de |
| von        | Enzenberg                                | Enzenbergové                                                         | |
| von        | Erdődy                                   | Erdődyové                                                            | |
| von        | Eppan                                    | Eppanové                                                             | vymřeli v roce 1248 |
| von        | Eppensteiner                             | Eppensteinerové                                                      | vymřeli v roce 1122 |
| von        | Eyczing                                  | Eyczingové (Eiczingové, Eicingové)                                   | vymřeli v roce 1620 |
| de         | Ficquelmont                              | Ficquelmontové                                                       | vymřeli |
| von        | Firmian                                  | Firmianové                                                           | |
| de la      | Fontaine und d'Harnoncourt-Unverzagt     | Harnoncourtové                                                       | užívali různé předložky |
| von        | Clam-Gallas                              | Clam-Gallasové                                                       | |
| von        | Ghetaldi-Gondola/Gundulich               | Gundulićové, Ghetaldi-Gondolové/Gundulichové                         | |
| von        | Goëss                                    | Goëssové                                                             | |
| von        | Gudenus                                  | Gudenusové                                                           | |
| zu         | Hardegg auf Glatz und im Machlande       | Hardekové (Hardeggové)                                               | |
| von        | Harrach zu Rohrau und Thannhausen        | Harrachové                                                           | |
| von        | Hartig                                   | Hartigové                                                            | |
|            | Henckel von Donnersmarck                 | Henckelové z Donnersmarcku                                           | |
| von        | Herberstein                              | Herbersteinové                                                       | |
| von        | Hohenems                                 | Hohenemsové                                                          | |
| von        | Hoyos                                    | Hoyosové                                                             | |
| von        | Huyn                                     | Huynové                                                              | |
| von        | Jordan-Rozwadowski von Groß-Rozwadów     | Rozvodovští (Rozwadowští) z Velkého Rozvodova                        | titul udělen v posledních letech existence Svaté říše římské, rod z polské Haliče                                                    |
| von        | Kaunitz                                  | Kounicové (Kaunitzové)                                               | |
| von        | Keyersling                               | Keyerslingové                                                        | |
| von        | Kinsky von Wchinitz und Tettau           | Kinští (pův. Vchynští) z Vchynic a Tetova                            | též knížecí titul |
| von        | Kollonitsch                              | Kollonitschové                                                       | |
| von        | Kolowrat                                 | Kolovratové (Kolowratové)                                            | Kolowrat a Kolowrat-Krakowští žijící, Libštejnští z Kolovrat vymřeli v roce 1861                                                     |
| von        | Kuefstein                                | Kuefsteinové                                                         | |
| von        | Lamberg                                  | Lambergové                                                           | |
| von        | Ledóchowski                              | Ledóchowští                                                          | |
| von        | Mir                                      | Mirové                                                               | |
| von        | Mensdorff-Pouilly                        | Mensdorff-Pouilly                                                    | mladší členové podvětve Ditrichštejnů užívali jméno Dietrichstein-Mensdorff-Pouilly                                                  |
| von        | Mészkő                                   | Méskové                                                              | užívali též předložku de a byli povýšeni z hrabat na knížata (v roce 1917) císařem Karlem I.                                         |
| von        | Montfort                                 | Montfortové                                                          | vymřeli v roce 1787 |
| von        | Neipperg                                 | Neippergové                                                          | titul Fürst von Montenuovo udělen nelegitimní linii rodu                                                                             |
| von        | Norman und von Audenhove                 | Norman-Audenhove                                                     | |
| von        | Pace                                     | Paceové z Friedensbergu                                              | |
| von        | Pálffy von Erdőd                         | Pálffyové z Erdődu                                                   | |
| von        | Pallavicini                              | Pallaviciniové                                                       | |
| von        | Richter de Mocz                          | Stanzel, Gandelin-Paris                                              | Rod byl povýšen Ferdinandem III. v 17. století jako projev uznání vojenské obrany křesťanství. Většina potomků rodu žije ve Francii. |
|            | Sanchez de la Cerda                      | Cerdové                                                              | |
| von        | Schönborn                                | Schönbornové (vedlejší linie)                                        | tento rod měl mnoho větví |
| von        | Schönburg                                | Šumburkové / Schönburgové (vedlejší linie), Schönburg-Hartensteinové | tento rod měl mnoho větví. Měli též knížecí titul                                                                                    |
|            | Sizzo-Noris                              | Sizzo-Norisové                                                       | |
| von        | Strozzi                                  | Strozziové                                                           | |
| von        | Stepanhof                                | Stepanhofové                                                         | |
| von        | Stubenberg                               | Stubenbergové                                                        | vymřeli v roce 1868 |
| von        | Sylva von Tarouca                        | Sylva-Taroucové                                                      | užívali též předložku de |
| von        | Teuffenbach                              | Teuffenbachové                                                       | |
| von        | Thonradel                                | Thonradelové                                                         | uprchli v roce 1620 |
| von        | Thun und Hohenstein                      | Thun-Hohensteinové (Thun-Hohenštejnové)                              | měli též knížecí titul |
| von        | Trautson                                 | Trautsonové                                                          | |
| von und zu | Trauttmansdorff-Weinsberg                | Trauttmansdorff-Weinsbergové                                         | měli též knížecí titul |
|            | Wassilko von Serecki                     | Vasilkové (Wassilko/Wassilko-Serecki)                                | užívali též předložku „de“ |
| von        | Wilczek                                  | Wilczkové (Vlčkové)                                                  | |
| von        | Wimpffen                                 | Wimpffenové                                                          | |
| von        | Wetter-Tegerfelden                       | Wetter-Tegerfeldenové                                                | |
| von        | Wodzicki                                 | Wodzičtí                                                             | |
| von        | Wurmbrand-Stuppach                       | Wurmbrand-Stuppachové                                                | |
|            | Vrints zu Falkenstein                    | Vrintsové z Falkenštejna (Falkenštejnové)                            | |
| von        | Zenz                                     | Zenzové                                                              | |
| von        | Zichy                                    | Zichyové                                                             | |
| von        | Zierotin                                 | Žerotínové (Zierotinové)                                             | |
| von        | Zinzendorf                               | Zinzendorfové                                                        | |

## Hraběcí rody
Seznam hraběcích rodů původem z uherské části Rakouska-Uherska (Zalitavska) dle zákona 8th Law of 1886:
| - Almásyové - Althannové - Andrássyové - Apponyiové - Auerspergové - Baldasseroniové - Batthyányové - Bánffyové - Báthoryové - Beckersové - Beleznayové - Bellegardové - Benyovszky - Berchtoldové z Uherčic - Berényiové - Bethlenové - Béldiové - Bissingen-Nippenburgové - Blankensteinové - Bolzové - Bombellesové - Breunnerové - Breynerové - Buttlerové - Brunswickové - Cavrianiové - Chotkové z Chotkova - Crenneville-Folliotové - Csákyové - Csáky-Pallaviciniové - Csekonicsové - Czebrianové - Czirákyové - Degenfeld-Schonburgové - Dessewffyové - Dezasseové - Draškovićové - Eltz-Kempenichové - Erdődyové - Esterházyové - Feštetićové - Forgáchové - Gyulaiové - Gyürkyové - Hadikové - Hallerové - Harrachové | - Horváth-Tholdyové - Hoyosové - Hugonnaiové - Hunyadyové - Kálnokyové - Karácsonyiové - Károlyiové - Keglević de Buzin. Krajinský rod s právem jus gladii od roku 1526 výslovně zmiňován v Karlovickém míru v roce 1699. - Khevenmüller-Metschové - Khuen-Belasiové - Khuen-Héderváryové - Kinští - Kornisové - Kotulinští z Kotulína - Königsegg-Aulendorfové - Königsegg-Rottenfelsové - Kulmerové - Kúnové - Lambergové - Lázárové - Lazsánszky - Ledóchowští - Lónyayové - Mailáthové - Mészkőové - Migazziové - Mikesové - Mittrowští - De la Motte - Nádasdyové - Nákóové - Nemesové - Nesselrodové - Niczkyové - Nugentové - Nyáryové - Orshichové - Paarové - Pálffyové - Pallaviciniové - Péchyové - Pejačevićové - Pellegriniové - Pergenové - Pongráczové - Porciové | - Rádayové - Revičtí (Reviczky) - Richter de Mocz - Rudwo-Rudzinští - Rhédeyové - Sáryové - Schafftgotschové - Schiedeggové - Schönbornové - Schwarzenbergové - Scilernové - Serényiové - Sermageové - Sigrayové - Somssichové - Spannochiové - Starhembergové - Stainleinové - Stubenbergové - Szapáryové - Széchenyiové - Szécsényinové - Szirmayové - Szilágyiové - Sztárayové - Telekiové - Tholdalagiové - Thoroczkayové - Thun-Hohensteinové - Tigeové - Tiszové - Törökové - Traunové - Trauttmansdorffové - Ugrinovicsové - Vayové - Vécseyové - Voikffyové - Valdštejnové (Waldsteinové) - Wartenslebenové - Wassové - Wenckheimové - Wilczkové (Vlčkové) - Wilczek-Gratzové - Windischgrätzové (z Windisch-Graetze) - Zayové - Zichyové |